# Сильдавия
Сильдавия или Силдавия (фр. Syldavie, сил. Zyldavja) — вымышленное балканское королевство, где происходит действие пяти альбомов из серии «Приключения Тинтина» бельгийского карикатуриста Эрже — «Скипетр Оттокара» (1939 год), «Пункт назначения — Луна» (1953 год) «Путешественники на Луне» (1954 год), «Дело Турнесоля» (1956 год) и «Тинтин и озеро акул» (1972 год). Также упомянуто в последнем завершённом комиксе из этой серии, «Тинтин и Пикаросы» (1976).
Столица этой гористой «руритании» — город Клов (122 000 чел.) Государственный символ, изображённый на гербе и флаге, — чёрный пеликан.

## Этимология
Топоним образован от названий «Трансильвания» и «Молдавия». 

## География

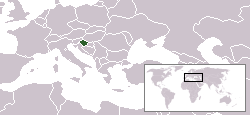
Сильдавия на карте мира

С Сильдавией граничит агрессивная Бордюрия, где у власти находится милитаристский режим, лелеющий планы аннексии своего соседа (наподобие аншлюса, который был главной темой новостей в то время, когда Эрже работал над альбомом).

## История
В «Скипетре Оттокара» сжато описана история страны до XX века.

### До XX века
Регион Сильдавия был населен кочевыми племенами неизвестного происхождения до VI века, когда он был захвачен славянами. Он был завоеван в X веке турками, которые заняли равнины, вытеснив славян в горы (на самом деле, Балканы были завоеваны в XIV веке). Современная Сильдавия была образована в 1127 году, когда вождь племени по имени Хвеги победил турецких завоевателей в битве при Зилехеруме и принял имя Мускар, правя до 1168 года. Хотя он был успешным правителем, его сын Мускар II был слабым королем как правитель. Бордюрия завоевала страну во время правления Мускара II в 1195 году, пока Оттокар I (его настоящее имя и титул — барон Алмашут) не изгнал их в 1275 году.
Король Оттокар IV стал королём в 1360 году. Он отнял власть у многих дворян. Когда враг, барон Стасрвич, заявил права на трон и напал на него с мечом, Оттокар ударил его по земле своим скипетром. Затем король произнес девиз и постановил, что правитель Сильдавии должен держать скипетр, иначе он потеряет свою власть, так как он спас ему жизнь. Этот обычай имел силу закона вплоть до 1939 года.

### XX век
В 1939 году Сильдавия была почти захвачена соседом Бордюрией, что было частью заговора с целью свержения короля Мускара XII. Скипетр был украден в надежде, что король отречется от престола. Тинтин приложил руку к разрядке ситуации, вернув скипетр как раз перед днём Святого Владимира. Затем бордюрцы объявили, что отводят войска на 20 километров от границы. (Ситуация была очень похожа на ситуацию при аншлюсе Австрии в 1938 году , хотя результат был иным.)

## Политическое устройство
Сильдавия — абсолютная монархия. Глава государства — король, в момент действия альбома «Скипетр Оттокара» (1939 год) — Мускар XII. Есть версия, что после Второй мировой войны, в стране поменялось политическое устройство, но в комиксах про это ничего не сказано.

## Язык
Сильдавский язык производит впечатление славянского, однако на самом деле основан на социолекте жителей брюссельского района Мароллы. Для его записи используется кириллица. Фамилии жителей Сильдавии напоминают польские.

## Наука

### Сильдавская Лунная программа

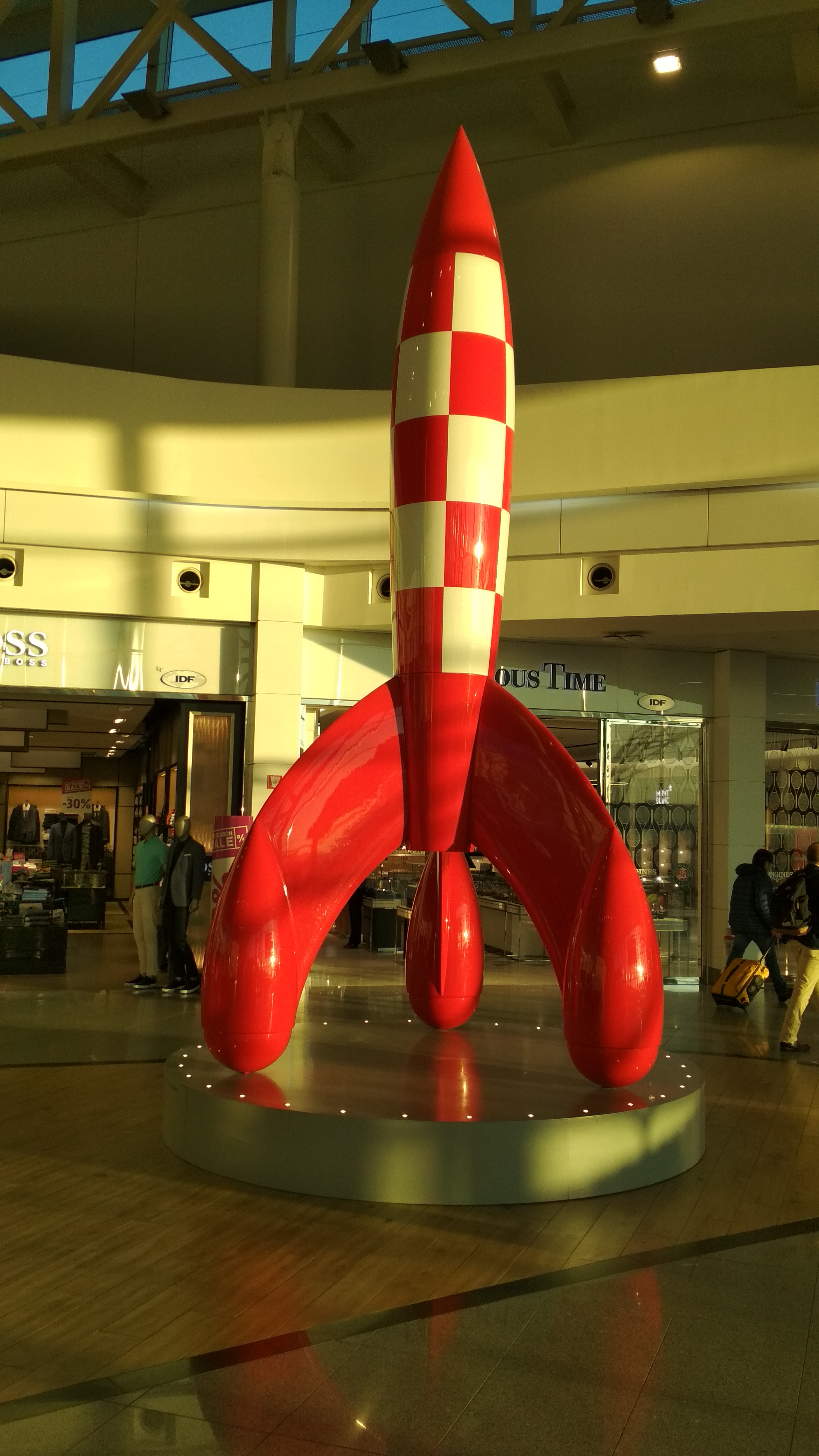
Модель Сильдавской Лунной ракеты

В 1950-е годы Сильдавия начала выстраивать свою Лунную программу в районе Сброджа.
Центр атомных исследований Сбродж, показанный в альбомах «Пункт назначения — Луна» и «Путешественники на Луне», расположен в Сильдавии. Обширный комплекс расположен в Карпатских горах, недалеко от богатых месторождений урана. Центр секретен и имеет очень строго охраняемую безопасность, включая большое количество контрольно-пропускных пунктов, вертолетное наблюдение, зенитную артиллерию и эскадрилью истребителей, базирующихся на объекте. Работа в центре, проводимая большой группой международных физиков, нанятых правительством Сильдавии, включает исследования в области защиты от воздействия ядерного оружия и является базой для космической программы Сильдавии. Объект, который, кажется, полностью самодостаточен, управляется директором, Бакстером. Центр Сбродж имеет свой собственный атомный котёл для переработки урана в плутоний и имеет огромные мощности для исследований и строительства ракетного корабля, который доставит Тинтина и его коллег на Луну. Гигантский комплекс в последний раз появляется в конце комикса «Путешественники на Луне» и больше никогда не появляется в серии «Приключения Тинтина».
В альбоме «Пункт назначения — Луна» Центр атомных исследований приглашает профессора Турнесоля возглавить свое космическое подразделение, а позже Тинтина и капитана Хэддока принять участие в миссии на Луну.

### Звуковое оружие
В альбоме «Дело Турнесоля» секретные агенты Сильдавии соревнуются с главными агентами Бордюрии, чтобы похитить профессора Турнесоля и получить секреты для разработки звукового оружия.

## Культура
Культура Сильдавии похожа на культуры других стран восточной Европы.

## Вооружённые силы
По стандартам 1930-х годов Сильдавия имеет современную армию, оснащенную зенитными орудиями и радарными станциями. Похоже, что она имеет хорошо подготовленные оборонительные системы с контрольно-пропускными пунктами и бункерами.
Армия имеет восточноевропейский облик, возможно, смоделированный по образцу Польши или Чехословакии. Однако используемые каски напоминают швейцарские. Униформа имеет стоячие воротники, а на воротнике носят знаки различия. Вооруженная полиция или жандармерия в зеленой форме размещается как в сельской местности, так и в городах.
Королевская гвардия носит гусарскую форму, стиль, который возник в Восточной Европе. Церемониальные стражи в Королевской сокровищнице в Клове имеют сложные костюмы традиционного балканского дизайна и вооружены алебардами.